# Zahlungsbilanzdefizit
Ein Zahlungsbilanzdefizit entsteht durch Außenhandel in der Zahlungsbilanz, wenn der Geldwert der Importe höher ist als der Geldwert der Exporte. Gegensatz ist der Zahlungsbilanzüberschuss.

## Allgemeines
Zahlungsbilanzen sind formal stets ausgeglichen und können deshalb weder Defizite noch Überschüsse ausweisen, weil betragsmäßig z. B. der Kaufpreis eines exportierten Autos und dessen Bezahlung mit Devisen übereinstimmen müssen. Beide Positionen werden jedoch in verschiedenen Teilbilanzen der Zahlungsbilanz gebucht. Ein Saldo (Überschuss oder Defizit) kann also nur in den Teilbilanzen entstehen, weil hier der entsprechende Gegenposten fehlt. Eine Zahlungsbilanz {\displaystyle ZB} besteht nach den Richtlinien des IWF aus den Teilbilanzen Leistungsbilanz {\displaystyle LB} (unter anderem mit den Teilbilanzen Handelsbilanz, Dienstleistungsbilanz, Erwerbs- und Vermögensbilanz), Bilanz der Vermögensübertragungen {\displaystyle VB} und Kapitalbilanz {\displaystyle KB} (Teilbilanzen: Devisenbilanz und Kapitalverkehrsbilanz) sowie einem „Restposten“:
{\displaystyle ZB=LB+VB+KB}.
Während der Export des Autos in der Handelsbilanz erscheint, schlagen sich die Deviseneinnahmen aus dem Kaufpreis in der Devisenbilanz nieder. Dieser Autoexport führt zu Überschüssen in den jeweiligen Teilbilanzen.

## Ermittlung
Wird in den Medien von einem „Zahlungsbilanzsaldo“ als neutralem Begriff für Zahlungsbilanzdefizit oder -überschuss gesprochen, so ist meist der Saldo der Leistungsbilanz (Handelsbilanz) gemeint. Dieser ist dann positiv, wenn die Exporte {\displaystyle E} die Importe (zuzüglich der Nettovermögensübertragungen an Ausländer) {\displaystyle I} übersteigen:
{\displaystyle E>I}.
Man spricht dann auch von aktiver Handels- oder Zahlungsbilanz, weil auf ihrer Aktivseite die Exporte gegenüber den Importen auf der Passivseite überwiegen.

## Statistik
Im Jahre 2018 gab es folgende Leistungsbilanzüberschüsse:
| Land                         | Leistungsbilanzüberschuss in Mrd. US$ (2016) | Leistungsbilanzüberschuss in Mrd. US$ (2018) | Leistungsbilanzüberschuss in % des BIP (2016) |
| ---------------------------- | -------------------------------------------- | -------------------------------------------- | --------------------------------------------- |
| Deutschland                  | 264,09                                       | 294,3                                        | 7,6                                           |
| Japan                        | 40,3                                         | 174,1                                        | 0,8                                           |
| Russland                     | 66,2                                         | 114,9                                        | 5,2                                           |
| Niederlande                  | 83,04                                        | 89,92                                        | 10,8                                          |
| Südkorea                     | 95,9                                         | 76,41                                        | 7,0                                           |
| Schweiz                      | 78,57                                        | 68,83                                        | 11,9                                          |
| Taiwan                       | 63,58                                        | 68,26                                        | 12,0                                          |
| Saudi-Arabien                | 3,18                                         | 65,16                                        | 0,5                                           |
| Singapur                     | 76,85                                        | 63,91                                        | 25,9                                          |
| Italien                      | 64,03                                        | 53,49                                        | 3,4                                           |
| Volksrepublik China          | 249,6                                        | 49,2                                         | 2,2                                           |
| Thailand                     | 59,95                                        | 37,67                                        | 14,7                                          |
| Irland                       | 68,20                                        | 37,23                                        | 23,2                                          |
| Norwegen                     | 4,59                                         | 35,04                                        | 1,2                                           |
| Vereinigte Arabische Emirate | 8,31                                         | 28,03                                        | 2,2                                           |
| Dänemark                     | 21,05                                        | 21,17                                        | 6,9                                           |

Den höchsten Leistungsbilanzüberschuss erzielte 2018 Deutschland, gefolgt von Japan und Russland. Die höchsten Leistungsbilanzdefizite wiesen die USA (−574,21 Mrd. US$), Vereinigtes Königreich (−49,72), Frankreich (−42,41), Kanada (−36,19) und Indien (−33,00) auf.

## Wirtschaftliche Aspekte
Zahlungsbilanzdefizite und -überschüsse wirken sich auf die Geldmenge durch den so genannten Geldmengeneffekt aus, weil beispielsweise ein Zahlungsbilanzdefizit im betroffenen Staat die Geldnachfrage durch Devisenabflüsse erhöht und sich damit die Geldmenge ermäßigt und umgekehrt.
Zu hohe strukturelle Defizite oder Überschüsse können schädlich für eine Volkswirtschaft sein und werden deshalb von den Regierungen bekämpft. Dabei stehen der Außenhandelspolitik verschiedene Instrumente zur Verfügung, und zwar Handelshemmnisse, Devisenverkehrsbeschränkungen, Abwertungen oder freie Wechselkurse (im Falle der Defizite). Diese Instrumente sind für den Fall der Überschüsse reversibel. Die Binnenhandelspolitik muss in diesen Fällen flankierende Maßnahmen ergreifen.

## Außenwirtschaftliches Gleichgewicht
Die EU-Kommission geht von einem außenwirtschaftlichen Gleichgewicht aus, wenn der Leistungsbilanzüberschuss oder das –defizit innerhalb von 3 Jahren den Schwellenwert von 6 % des Bruttoinlandsprodukts (BIP) nicht überschreitet. Nur wenige Staaten überschritten 2017 diese Schwelle hinsichtlich des Leistungsbilanzüberschusses, nämlich Malta (+ 13,6 %), Niederlande (+ 10,5 %), Schweiz (+ 9,8 %), Irland (+ 8,5 %), Deutschland (+ 7,9 %), Dänemark (+ 7,6 %) und Slowenien (+ 7,1 %). Lediglich die Niederlande, Schweiz, Deutschland und Dänemark überschritten diese Schwelle auch 3 Jahre lang. Ein hohes Leistungsbilanzdefizit wiesen unter anderem die Türkei (- 5,6 %), Vereinigtes Königreich (- 3,8 %) oder die USA (- 2,3 %) auf.